# Ulbersdorf (Hohnstein)
Ulbersdorf je vesnice, místní část města Hohnstein v německé spolkové zemi Sasko. Nachází se v zemském okrese Saské Švýcarsko-Východní Krušné hory a má 484 obyvatel.

## Historie
Ulbersdorf byl založen během velké středověké kolonizace jako lesní lánová ves. Prvně je v písemných pramenech uváděn roku 1432 jako Olbersdorff. Od roku 1994 je součástí města Hohnstein. Roku 2004 obdržel Ulbersdorf titul Nejkrásnější vesnice zemského okresu Saské Švýcarsko.

## Geografie
Vesnice se rozkládá na hranici oblasti Saského Švýcarska. Nejvyšším bodem je Hutberg (339 m) nacházející se západně od zástavby. Východní okraj území protíná řeka Sebnice protékající hlubokým údolím. Podél řeky se rozkládá evropsky významná lokalita Lachsbach- und Sebnitztal. Od roku 1877 je v provozu železniční trať Budyšín – Bad Schandau s železniční stanicí (od roku 2009 zastávkou) Ulbersdorf.

## Pamětihodnosti
- zámek Ulbersdorf s barokní úpravou
- barokní vesnický kostel
- podstávkové domy

## Osobnosti
- Wolf Adolf August von Lüttichau (1786–1863) – generální intendant v Königliches Hoftheater Dresden
- Friedrich Wilhelm Kaulisch (1827–1881) – básník, učitel v Ulbersdorfu, autor básně Mutterliebe